# Parasylviodes
Parasylviodes – wymarły rodzaj owadów z rzędu Reculida i rodziny Liomopteridae. W zapisie kopalnym znany z permu, z terenu Rosji.
Owady te miały dużą, owalną głowę o dużych oczach. Dość małe, zaokrąglenie rombowe przedplecze miało szerokie, ku tyłowi rozszerzone paranotum. Przednie skrzydła cechował wypukły brzeg przedni i ostry wierzchołek. Ich użyłkowanie charakteryzowało się żyłką subkostalną sięgającą odsiebnej ⅓ skrzydła z licznymi, rozwidlonymi odnogami przednimi przechodzącymi przez szerokie pole kostalne, wyposażony w 4 lub 5 odgałęzień sektor radialny zaczynający się na żyłce radialnej w nasadowej ⅓ skrzydła oraz wyposażoną w 2–3 odgałęzienia przednią żyłką kubitalną.
Rodzaj i gatunek typowy opisane zostały w 1940 roku przez Andrieja Martynowa. W 2008 Danił Aristow opisał kolejny jego gatunek i dokonał rewizji rodzaju. Obecnie zalicza się doń dwa gatunki:
- Parasylviodes sojanensis Aristov, 2008 – jego skamieniałość odnaleziono w piętrze kazanu, na lewym brzegu Sojany, na terenie obwodu archangielskiego. Miał skrzydła przednie o długości około 24 mm. W ich użyłkowaniu zaznaczała się obecność 5 odgałęzień przedniej żyłki medialnej, dwóch odgałęzień tylnej żyłki medialnej i trzech odgałęzień przedniej żyłki kubitalnej[1].
- Parasylviodes tetracladus Martynov, 1940 – jego skamieniałość odnaleziono w piętrze kunguru, w Czekardzie na terenie Kraju Permskiego w Rosji. Miał smukłe skrzydła przednie o długości 17 mm, tylne o długości 14 mm, a długość ciała wynosiła u niego 16 mm. W użyłkowaniu przednich skrzydeł zaznaczała się obecność dwóch odgałęzień przedniej żyłki kubitalnej oraz proste obie żyłki medialne[1].